# Baco blanc
Pour les articles homonymes, voir Baco.
Le  baco blanc est un cépage de France de raisins blancs.

## Origine et répartition géographique

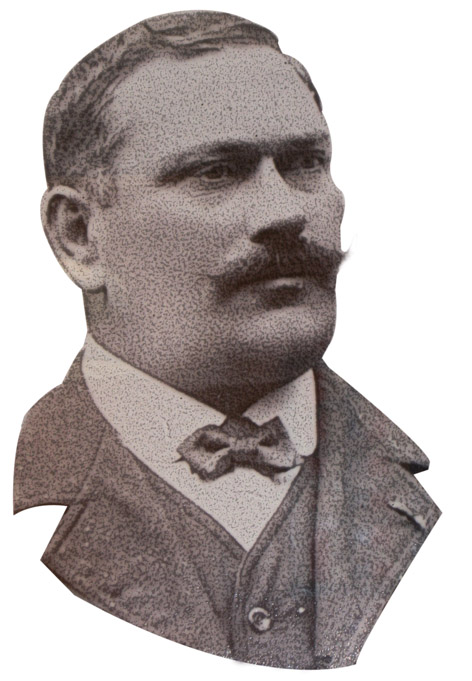
François Baco

Le  baco blanc est une obtention de François Baco (1865-1947) pépiniériste à Peyrehorade, (le nom d'origine était Maurice Baco 22A en mémoire de son fils décédé). L'origine génétique est vérifiée et c'est un croisement des cépages folle-blanche x noah réalisé en 1898. Le cépage est le seul hybride producteur direct faisant partie de l'encépagement d'une Appellation d'origine contrôlée, l'armagnac. En France, il couvre 2.103 hectares (2004).

## Caractères ampélographiques
- Extrémité du jeune rameau cotonneux blanc, à liseré faiblement carminé.
- Jeunes feuilles duveteuses, jaunâtres.
- Feuilles adultes, à 3 lobes avec un sinus pétiolaire en V ouvert, des dents anguleuses, larges, un limbe légèrement duveteux.

## Aptitudes culturales
La maturité est de deuxième époque tardive: 20 jours après le chasselas.

## Potentiel technologique
Les grappes sont moyennes et les baies sont de taille moyenne. La grappe est cylindrique et lâche. Le cépage est très vigoureux et s'il est conduit en cordon à 2 étages, la fertilité est très élevée et régulière. Il est sensible au vent, au mildiou à l'oïdium et à la flavescence dorée. Il est également sensible au phylloxéra et au calcaire. Il doit être greffé sauf dans les sables fauves de l'Armagnac.
Le vin blanc au gout foxé est en grande partie distillé.

## Synonymes
Le baco blanc est connu sous les noms Baco 22A, Maurice-baco (en mémoire de son fils décédé à l'âge de 17 ans) et piquepoul de pays.